# كلود أبيه
كلود أبيه (بالفرنسية: Claude Abbes)‏ (مواليد 24 مايو 1927) هو لاعب كرة قدم. يلعب مع منتخب فرنسا لكرة القدم. سبق له أن لعب في كأس العالم لكرة القدم مع منتخب بلاده.

## روابط خارجية
- كلود أبيه على موقع الاتحاد الدولي (مؤرشف)  (الإنجليزية)
- كلود أبيه على موقع قاعدة بيانات كرة القدم.إي يو (الإنجليزية)
- كلود أبيه على موقع ناشيونال فوتبول تيمز (الإنجليزية)
- كلود أبيه على موقع Soccerway.com (الإنجليزية)
- كلود أبيه على موقع عالم كرة القدم.نت (الإنجليزية)